# Capilla de las Benditas Ánimas del Purgatorio (Mezquita-catedral de Córdoba)

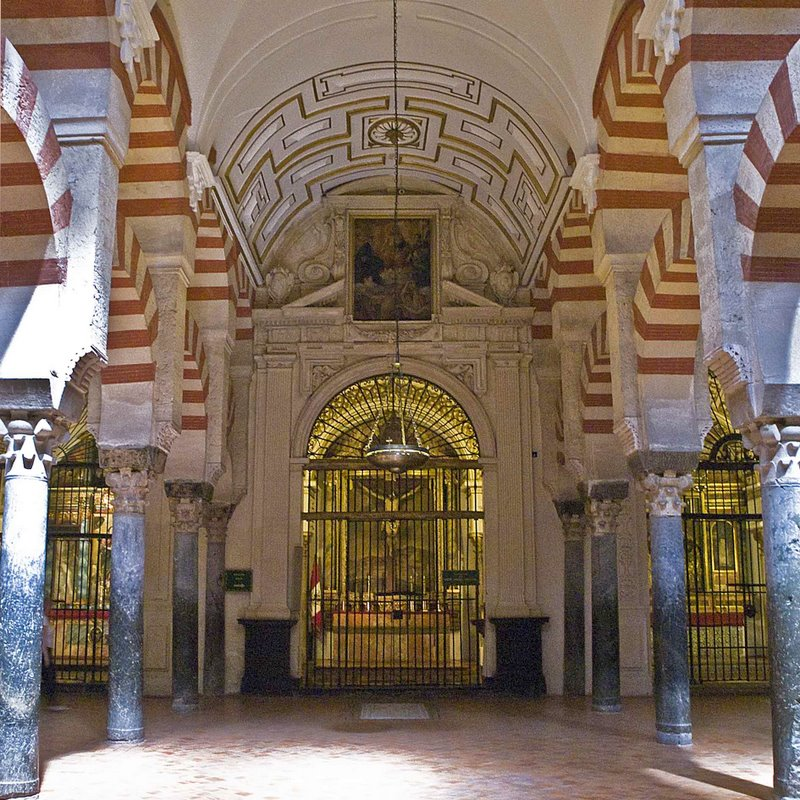
Vista exterior de la capilla.

La capilla de las Benditas Ánimas del Purgatorio de la Mezquita-catedral de Córdoba se encuentra ubicada entre las capillas del muro norte del templo. 

## Historia
La capilla de las Ánimas fue comprada en 1612 por el Inca Garcilaso de la Vega, cuyo verdadero nombre era Gómez Suárez de Figueroa, con la intención de ser sepultado en ella. Su propio hijo Diego, fruto de su relación con su ama de llaves, llamada Beatriz de Vargas, llegó a ser sacerdote adscrito a esta capilla. En el año 1616 murió Gómez Suárez de Figueroa y fue inhumado en la cripta subterránea de la capilla. En uno de los muros de la capilla sus albaceas grabaron una lápida con la siguiente inscripción:

El Inca Garcilaso de la Vega, varón insigne, digno de perpetua memoria. Ilustre en sangre. Perito en letras. Valiente en armas. Hijo de Garcilaso de la Vega. De las Casas de los duques de Feria e Infantado y de Elisabeth Palla, hermana de Huayna Capac, último emperador de las Indias. Comentó La Florida. Tradujo a León Hebreo y compuso los Comentarios Reales. Vivió en Córdoba con mucha religión. Murió ejemplar. Dotó esta capilla. Enterróse en ella. Vinculó sus bienes al sufragio de las Ánimas del Purgatorio. Son Patronos perpetuos los señores Deán y Cabildo de esta Santa Iglesia. Falleció a 22 de abril de 1616. Rueguen a Dios por su ánima.

## Descripción

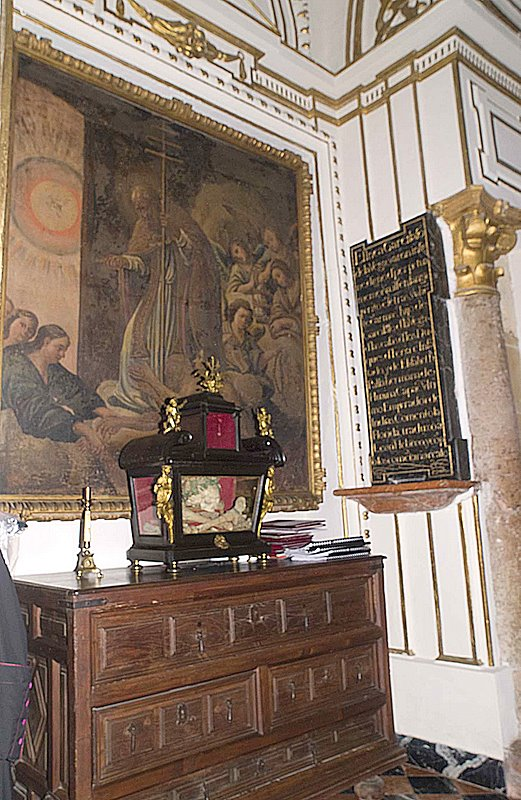
Interior de la capilla.

La capilla está cerrada por una artística cancela, realizada en 1614 por el rejero Gaspar Martínez. En la reja destaca el escudo del fundador, en el que aparecen símbolos de la realeza peruana, de la que descendía por parte materna.
La capilla, que tiene planta cuadrangular, posee una bóveda de cañón con exorno de relieves. Un arcosolio sobre figuras de piedra da forma al frente.
La portada está articulada por un orden de pilastras toscanas, rematadas por una pintura de las Ánimas. La decoración interior de la capilla se debe a Matías Conrado. La capilla está presidida por un Cristo Crucificado atribuido a Felipe Vázquez de Ureta, sobre un fondo pintado por Melchor de los Reyes, que representa la ciudad de Jerusalén. En los lados de la capilla hay dos lienzos atribuidos a Agustín del Castillo y fueron realizados hacia 1620. En uno de ellos se representa representa a San Pedro, que posee las Llaves del Reino, dando acceso al Paraíso a las Ánimas purificadas del Purgatorio, y en el lado derecho, está representada la degollación de San Juan Bautista.
En esta capilla está sepultado Albino González Menéndez-Reigada, obispo de Córdoba, fallecido el 13 de agosto de 1958 e inhumado aquí por expreso deseo suyo. Su lauda sepulcral fue esculpida por el artista Amadeo Ruiz Olmos.